# Everton (Missouri)
Everton – miasto w Stanach Zjednoczonych, w stanie Missouri, w hrabstwie Dade.